# 風兒踢踏踩
《風兒踢踏踩》是一部1982年上映的台灣電影，為都會愛情喜劇片。為侯孝賢導演的第二部長片，由鳳飛飛、鍾鎮濤、陳友等人主演。描寫鳳飛飛飾演的攝影師蕭幸慧，與鍾鎮濤飾演的實習醫生顧金台，和陳友飾演的廣吿導演羅介文，三者之間所發生的故事。本片為侯孝賢編劇、導演，在1981年拍攝，1982年春節上映，由香港金世紀影片公司出品。本片亦為侯孝賢導演繼第一部長片《就是溜溜的她》之後，第二次與鳳飛飛、鍾鎮濤、陳友合作，劇組也幾乎是全班人馬回歸。作為侯孝賢執導的第二部商業片，《風兒踢踏踩》有著明星陣容和暢銷金曲，不過本片的寫實氛圍，也奠定了侯導日後的自然、寫實風格。在2016年，國家電影中心的台灣電影數位修復計畫，成功了修復了本片，並且在2019年的第十屆金馬奇幻影展中重登大銀幕。

## 劇情簡介
蕭幸慧（鳳飛飛飾）是一位攝影師，跟著導演羅介文／羅仔（陳友飾）及劇組到澎湖拍攝洗衣精的廣吿。在拍攝劇照的時候，蕭幸慧看見了坐在牛車上吹笛子的顧金台（鍾鎮濤飾），並且為其所吸引。一開始蕭幸慧還以為顧金台一直盯著自己看，後來才得知其實他失明了，正在等待角膜移植手術。後來，回到台北的蕭幸慧在路上偶然看見顧金台，便主動去幫助他。而後，顧金台終於接到醫院的通知，有批從斯里蘭卡來的角膜可以進行手術，他們兩人便約好手術之後再相見。手術順利成功之後，蕭幸慧回到鹿谷老家幫弟弟代課，顧金台便搭車到鹿谷找她。兩人經過長時間相處之後，感情日漸升溫，顧金台便向蕭幸慧求婚。然而，蕭幸慧卻說自己還有著要到歐洲旅行的夢想，顧金台便表示願意等待她回來。隨後，他們兩人先後返回台北，為了把握相處時間，顧金台對蕭幸慧展開積極追求，但卻發現蕭幸慧是要跟羅仔去歐洲，且羅仔認定蕭幸慧是他的女朋友。失望的顧金台拒絕了蕭幸慧的聯繫，蕭幸慧在出發前留了一封信給他，解釋了她與羅仔的關係以及她的夢想，也表明了她的心意，希望顧金台能理解並到機場送機。就在蕭幸慧要進海關的最後一刻，顧金台終於趕上了，兩人便開心地道別。

## 演員列表
- 鳳飛飛：飾演蕭幸慧
- 鍾鎮濤：飾演顧金台
- 陳友：飾演羅介文/羅仔
- 梅芳：飾演校長
- 三叔公/周萬生：飾演蕭父
- 吳玲：飾演蕭母
- 石英：飾演販仔